# Kefar Tappuach
Kefar Tappuach (hebr. כפר תפוח) – wieś położona w Samorządzie Regionu Szomeron, w Dystrykcie Judei i Samarii, w Izraelu.
Leży w centralnej górzystej części Samarii, w pobliżu miasta Nablus w otoczeniu terytoriów Autonomii Palestyńskiej.

## Historia
Osada została założona w 1978.